# Prunus rhamnoides
Prunus rhamnoides är en rosväxtart som beskrevs av Emil Bernhard Koehne. Prunus rhamnoides ingår i släktet prunusar, och familjen rosväxter. Inga underarter finns listade i Catalogue of Life.